# 소닉 배틀
《소닉 배틀》(Sonic Battle)은 소닉 팀이 개발하고 게임 보이 어드밴스로 출판한 격투 게임형 게임이다. 이것은 두 번째로 격투 게임으로, 첫번째로는 아케이드 게임이었던 소닉 파이터즈였다. 이 게임에서는 더블 드래곤과 같이 3D형 경기장 안의 2D형 스프라이트로 구성되었다. 다른 격투 게임과는 다르게 특정 기술을 외울 필요가 없고 일본어가 지원된 첫 소닉 게임이라는 것이 가장 큰 특징이다. 2003년 12월 4일 일본에서 처음 출판되었으며, 이듬해 1월에는 북미 시장에, 2월에는 호주/유럽 시장에 출시되었다.

## 게임플레이
게임은 각각의 스토리와 배틀 모드, 미니게임으로 구성된다. 각 라운드는 숏형, 파워형 그리고 트랩형을 공격, 수비, 그리고 공중 공격에 채우고 난 뒤에 시작된다. 또한 라운드 도중에는 방어와 힐을 통해 하단의 게이지를 채울 수 있다. B버튼으로는 공격, A버튼으로는 점프, L버튼이 오랜시간 동안 눌러졌을 때에는 에너지를 충전할 수 있다. 각 게이지가 다 찼을 때 특수한 공격을 할 수 있으며, 이는 R버튼을 누름으로써 실행된다. 이전작에서 나온 스핀 대쉬나 호밍 어택 등을 콤보로 사용하였으며, 각각의 캐릭터에게는 특정 공격(숏형, 파워형, 샷형)을 인식시켰다. 또한 스파링을 할 때 여러 캐릭터를 선택하여 싸울 수 있다.

## 캐릭터
- 소닉 더 헤지호그
- 마일즈 테일즈 프라우어
- 너클즈 디 에키드나
- 섀도 더 헤지호그
- 루즈 더 뱃
- 에이미 로즈
- 크림 더 래빗
- 에멜
- 플레이 불가 캐릭터
  - 감마 E-120
  - 게멜 E-121
  - 카오스
- 닥터 에그맨

## 미니게임
미니 게임에는 점수를 얻기 위해 상대 물건을 부수는 "Soniclash!", 테일즈의 스토리를 완성하면 얻을 수 있는 "Fly & Get", 너클즈의 스토리를 완성하면 얻을 수 있는 "지뢰찾기", 에이미의 스토리를 완성하면 얻을 수 있는 "보물성", 그리고 섀도의 스토리를 완성하면 얻을 수 있는 "스피드 데몬"이 있다. 특히 "스피드 데몬" 스테이지는 소닉 어드벤처 2의 래디컬 하이웨이 스테이지와 흡사한 이미지를 가지고 있다.

## 평가
| 평가 |        |
| --- | ------ |
| 통합 점수 통합사 점수 메타크리틱 69/100 [ 1 ] 평론 점수 평론사 점수 게임 인포머 [ 2 ] 게임프로 [ 3 ] 게임스팟 7.7/10 [ 4 ] 게임스파이 [ 5 ] IGN [ 6 ] 닌텐도 파워 7.4/10 [ 2 ] 엑스플레이 [ 7 ] |        |
| 통합 점수 |        |
| 통합사 | 점수   |
| 메타크리틱 | 69/100 |
| 평론 점수 |        |
| 평론사 | 점수   |
| 게임 인포머 | [ 2 ]  |
| 게임프로 | [ 3 ]  |
| 게임스팟 | 7.7/10 |
| 게임스파이 | [ 5 ]  |
| IGN | [ 6 ]  |
| 닌텐도 파워 | 7.4/10 |
| 엑스플레이 | [ 7 ]  |